# Toyota Highlander IV
La Toyota Highlander est un SUV du constructeur automobile japonais Toyota. Elle est la quatrième génération de Highlander depuis 2000.

## Présentation
La quatrième génération de l'Highlander est présentée au salon de New York 2019. Sa production commence en novembre 2019. Dès octobre 2020, elle devient la première génération d'Highlander à être commercialisée en Europe (les précédentes moutures étaient uniquement proposées aux confins orientaux de l'Europe ; en Ukraine et en Russie).

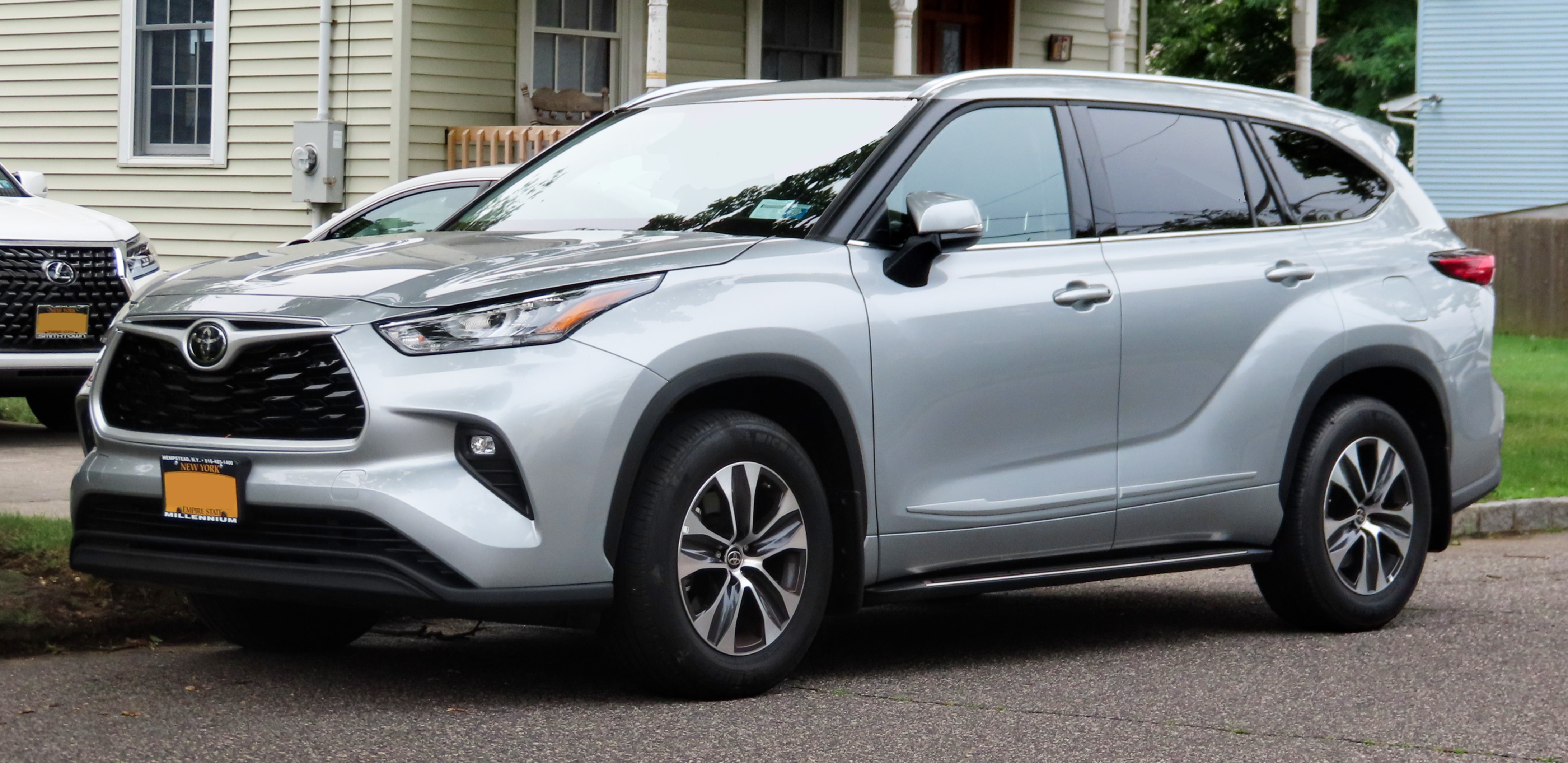
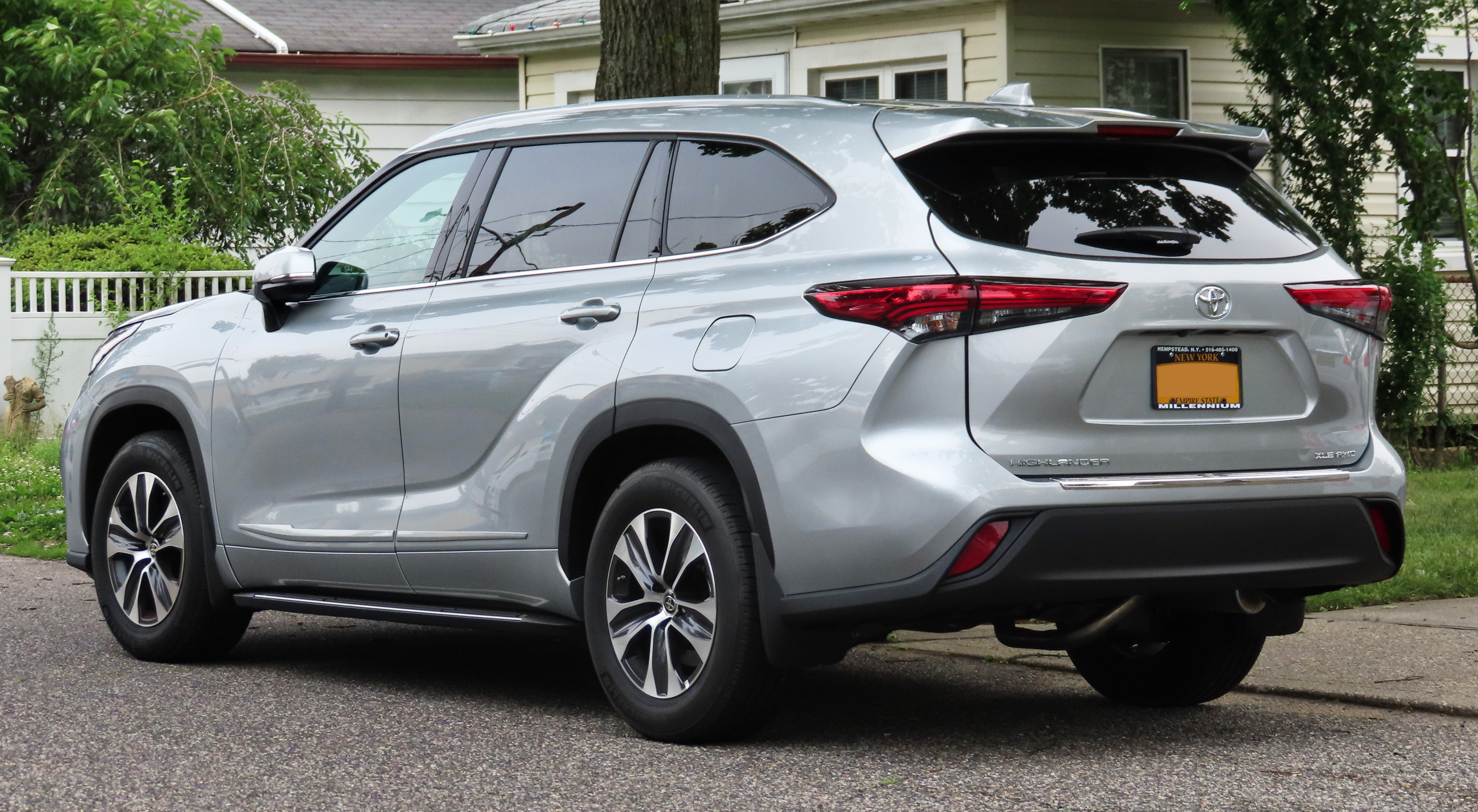

### Toyota Grand Highlander
Toyota présente le Grand Highlander, version 7 places du Highlander, au salon de l'automobile de Chicago en février 2023. Le Grand Highlander, destiné au marché américain, mesure 5,21 m et propose un volume de chargement de 2 775 litres, toutes banquettes rabattues.

## Caractéristiques techniques
La Toyota Highlander IV repose sur la plate-forme technique modulaire TNGA dans sa version longue GA-K.
L'habitacle comprend trois rangées de sièges, et les sièges de la rangée centrale peuvent coulisser sur 18 cm.

### Motorisation
En Europe, elle est uniquement disponible avec la version 4-cylindres essence 2,5 litres atmosphérique à cycle d'Atkinson associé à deux moteurs électriques placés sur les essieux permettant une transmission intégrale. L'ensemble délivre une puissance cumulée de 244 ch et les moteurs électriques sont alimentés par une batterie nickel-hydrure métallique.
Sur les autres marchés, l'Highlander est motorisée par un V6 essence 3,5 litres de 296 ch associé à une boîte automatique à 8 rapports.
| Logo de Toyota               | Toyota Highlander IV                                                                               |
| Logo de Toyota               | Hybrid 2.5 Dynamic Force AWD-i                                                                     |
| ---------------------------- | -------------------------------------------------------------------------------------------------- |
| Moteur                       | 4-cylindres en ligne 16S                                                                           |
| Type                         | A25A-FXS                                                                                           |
| Cylindrée (cm3)              | 2487                                                                                               |
| Puissance maximale (ch) [kW] | cumulée : 248 [182] thermique : 190 [140] + électrique : 182 [134] à l'avant + 54 [40] à l'arrière |
| au régime de (tr/min)        | |
| Couple maximal (N m)         | 239                                                                                                |
| au régime de (tr/min)        | 4300 à 4500                                                                                        |
| Boîte de vitesses            | e-CVT                                                                                              |
| Transmission                 | Intégrale (AWD-i)                                                                                  |
| Masse à vide (kg)            | 2137                                                                                               |
| Consommation (L/100 km)      | 7,0                                                                                                |
| Vitesse maximale (km/h)      | 180                                                                                                |
| 0-100 km/h (s)               | 8,3                                                                                                |
| Capacité du réservoir (en ℓ) | 65                                                                                                 |
| Émissions de CO2 (en g/km)   | 158                                                                                                |

## Finitions
- Design Business
- Lounge
- Limited
- Platinum